# Hymenocardia acida
Hymenocardia acida är en emblikaväxtart som beskrevs av Louis René Tulasne. Hymenocardia acida ingår i släktet Hymenocardia och familjen emblikaväxter.

## Underarter
Arten delas in i följande underarter:
- H. a. acida
- H. a. mollis